# Andrew Cohen
Andrew Cohen (Nueva York, 23 de octubre de 1955 - Tiruvannamalai, India, 25 de marzo de 2025) fue un maestro espiritual o gurú estadounidense, director de la revista What is Enlightement? (¿Qué es la Iluminación?) autor de varios libros sobre espiritualidad y además, músico. Ha desarrollado el concepto de iluminación legado de Sri Aurobindo y Pierre Teilhard de Chardin llamándolo Espiritualidad Evolutiva. Trabaja en conjunto con otros maestros espirituales para guiar a la humanidad hacia el siguiente estado en el desarrollo de la conciencia humana.

## Biografía
Nacióen Nueva York en 1955. Criado como un judío secular, cuenta que su vida cambió de repente tras una experiencia de expansión cósmica a los 17 años. Guiado por el recuerdo de este suceso Cohen abandonó su sueño de ser un batería de jazz para empezar a intentar entender qué es lo que le había sucedido. Estudió artes marciales, Kriya Yoga y budismo. En 1986 conoció al gurú de Advaita Vedanta H.W.L. Poonja, tras dos semanas con él, tuvo lo que llamó una profunda realización espiritual (o despertar) y empezó a enseñar, con el apoyo inicial de Poonja, con el que acabó en discordancia debido a su interpretación de la iluminación y del camino del despertar. Esto lo relata en su autobiografía.
En 1988 fundó EnlightenNext, una red sin ánimo de lucro para la educación y la espiritualidad con el fin de crear una nueva conciencia global. EnlightenNext tiene en la actualidad centros en Nueva York, Boston, Londres, Ámsterdam, Fráncfort del Meno, Zúrich, París, Copenhague, Tel Aviv y Rishikesh (India).
Poco después de empezar a enseñar empezó a organizar encuentros con otros líderes espirituales para compartir experiencias y dialogar sobre la naturaleza de la realización espiritual. En 1991 fundó la revista What Is Enlightenment? Cree que está sobre nuestros hombros el peso de crear el futuro, y sus foros son un encuentro de diálogo para discutir el significado del camino espiritual en el mundo postmoderno.
En 2006 y 2007 la web wie.org fue galardonada con el Premio Internacional de las Artes Digitales y las Ciencias en la categoría de Religión y Espiritualidad.
En 2000, Cohen se convirtió en uno de los miembros fundadores del Instituto Integral de Ken Wilber.